# Cloruro cianurico
Il cloruro cianurico, noto anche come tricloro triazina,è un composto organico di formula (NCCl)3. Questo solido bianco è la versione clorurata della 1,3,5-triazina, e
rappresenta il trimero stabile del cloruro di cianogeno. Esso è anche il precursore principale del discusso ma diffuso erbicida atrazina.

## Produzione
Viene preparato in due step dall'acido cianidrico usando come intermedio il cloruro di cianogeno, il quale viene trimerizzato ad alte temperature su un catalizzatore a base di carbonio:
HCN  +  Cl2  →  ClCN  +  HCl

Nel 2005 ne sono state prodotte circa 200 000 tonnellate.

## Applicazioni industriali
Si stima che il 70% del cloruro cianurico venga utilizzato nella preparazione dei pesticidi della classe delle triazine, soprattutto l'atrazina. Tali reazioni si basano sullo spostamento del cloruro con nucleofili, quali ad esempio le ammine:
(ClCN)3  +  2 RNH2  →  (RNHCN)(ClCN)2  +  RNH3+Cl−
Altri erbicidi triazinici, come la simazina, l'anilazina e la ciromazina sono prodotti in modo analogo.
Viene usato anche come un precursore di coloranti e agenti di reticolazione nei polimeri. La più grande classe di questi coloranti sono i brillantanti ottici triazinici-stilbene solfonati (OBA) o agenti sbiancanti fluorescenti (FWA) che si trovano comunemente nelle formule detergenti e nella carta bianca. Molti altri coloranti incorporano un anello triazinico, e sono fabbricati anche mediante la reazione di spostamento del cloruro sopra indicata.

## Usi in sintesi organica
Viene utilizzato per convertire alcol e acidi carbossilici in, rispettivamente, cloruri alchilici ed acilici:
Se scaldato in presenza di DMF produce il "reattivo di Gold" Me2NCH=NCH=NMe2+Cl−, il quale è una fonte versatile per le alchilazioni all'azoto e come precursore di composti eterociclici.
I cloruri sono facilmente sostituiti da nucleofili come gli alcol, in modo da reagire in situ col cloruro acilico formatosi dando un estere, o con le ammine a dare derivati melamminici,  per esempio nella sintesi di dendrimeri:

Viene anche utilizzato come alternativa all'ossalil cloruro nella ossidazione di Swern.